# Michael Rensing
Michael Rensing (* 14. Mai 1984 in Lingen (Ems)) ist ein ehemaliger deutscher Fußballtorwart. Er wechselte bereits als Jugendlicher zum FC Bayern München, blieb dort insgesamt fast zehn Jahre und war kurzzeitig auch Stammtorhüter der Profimannschaft. Nach Stationen beim 1. FC Köln und bei Bayer 04 Leverkusen wechselte er 2013 zum Zweitligisten Fortuna Düsseldorf und stieg mit dem Verein im Sommer 2018 in die Bundesliga auf. Rensing stand zudem für diverse deutsche Junioren-Nationalmannschaften bei insgesamt 33 Länderspielen im Tor.

## Vereinskarriere

### Jugend
Michael Rensing, der Sohn eines deutschen Vaters und einer serbischen Mutter, spielte in der Jugendmannschaft des niedersächsischen Vereins TuS Lingen. Er wechselte 2000 in die Jugendabteilung des FC Bayern München, mit dem er 2001 die B- und 2002 die A-Junioren-Meisterschaft gewann. Ab der Saison 2002/03 gehörte er der Regionalliga-Mannschaft an, für die er sein erstes (von 111) Spielen bereits am 5. Mai 2002 beim torlosen Unentschieden im Heimspiel gegen die Stuttgarter Kickers bestritt.

### FC Bayern München

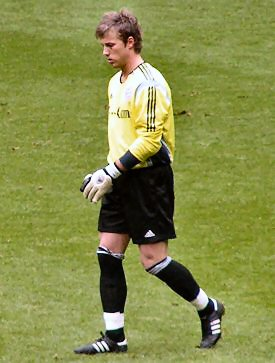
Rensing 2006 während eines Spiels gegen Arminia Bielefeld

Ab der Saison 2003/04 gehörte Rensing dem Profi-Kader des FC Bayern an. Am 21. Februar 2004 beim 1:0-Heimsieg über den Hamburger SV bestritt er sein erstes Bundesligaspiel. Er absolvierte in der Saison ein weiteres und gewann zudem die Meisterschaft in der Regionalliga Süd. In der folgenden Saison wurde er in der ersten Mannschaft vier Mal bei Punktspielen und zweimal im DFB-Pokal-Wettbewerb eingesetzt. In der Saison darauf nahm er an sechs Spielen der Profimannschaft teil. Erstmals wurde er im Ligapokal eingesetzt. Nachdem der Stammtorhüter Oliver Kahn durch Verletzung ausgefallen war, hütete Rensing am 21. Februar 2006 das Tor im Champions-League-Spiel gegen den AC Mailand (1:1). 2006/07 stand er einmal, 2007/08 zehn Mal im Tor.
Nachdem Kahn seine Karriere beendet hatte, wurde Rensing zur Spielzeit 2008/09 Stammtorhüter des FC Bayern München. Seine erste Niederlage als Bundesligatorwart musste er am 20. September 2008 beim 2:5 im Heimspiel gegen Werder Bremen hinnehmen. Mit einer Bilanz von 27 Einsätzen ohne Niederlage seit seinem Debüt am 21. Februar 2004 hatte Rensing zuvor den Rekord von Dirk Wolf als bester Bundesligadebütant übertroffen. Nach der 1:5-Niederlage am 4. April 2009 beim VfL Wolfsburg war er unter Trainer Jürgen Klinsmann bis zum Saisonende nicht mehr erste Wahl – den Vorzug erhielt bis auf Weiteres der bisherige Ersatztorwart Hans Jörg Butt.
Zu Beginn der Saison 2009/10 wurde Rensing vom neuen Bayern-Trainer Louis van Gaal zunächst wieder als Stammtorhüter eingesetzt. Nach einigen Unsicherheiten in den ersten Begegnungen musste Rensing ab dem 4. Spieltag jedoch wieder Butt den Vortritt lassen. Am 25. Mai 2010 wurde bekanntgegeben, dass Rensings Vertrag nicht verlängert werde. Daraufhin verließ er den FC Bayern und war ab Juni ohne Verein. Er hielt sich auf eigene Kosten mit seinem ehemaligen Münchner Jugendtorwarttrainer Daniel Weber beim Bezirksoberligisten VfR Garching fit. Anfang November 2010 absolvierte er ein Probetraining beim englischen Zweitligisten Leicester City. Ein anschließendes Vertragsangebot lehnte er jedoch ab.

### Neuanfang im Rheinland

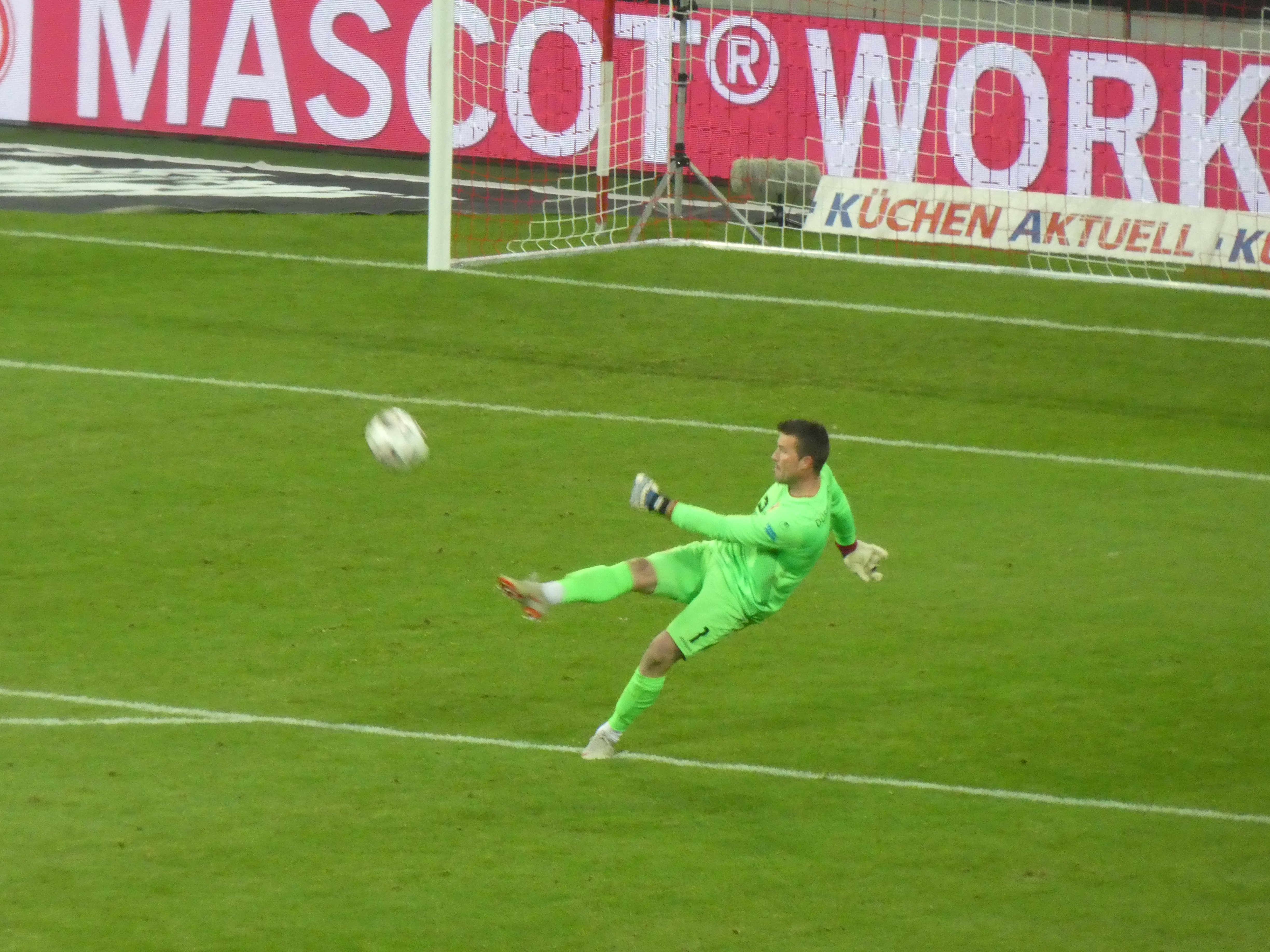
Rensing 2018

Am 21. Dezember 2010 unterzeichnete Rensing einen Vertrag beim 1. FC Köln. Der Bundesligist verpflichtete ihn bis zum Saisonende als Nachfolger von Faryd Mondragón mit einer Option auf Verlängerung. Fast ein Jahr nach seinem letzten Bundesligaspiel, beim 3:2-Sieg am 23. Januar 2010 im Auswärtsspiel bei Werder Bremen, kehrte Rensing in die Bundesliga zurück. Am 16. Januar 2011 erreichte er mit den „Geißböcken“ zum Rückrundenauftakt ein 1:1-Unentschieden beim 1. FC Kaiserslautern, später sogar einen Sieg gegen seinen Ex-Club. Aufgrund seiner starken Leistungen verlängerte der 1. FC Köln seinen zum Saisonende auslaufenden Kontrakt im März 2011 um zwei Jahre bis 2013.
Nach dem Abstieg des 1. FC Köln im Mai 2012 wurde ein Umbruch bei den finanzschwachen Kölnern eingeleitet, bei dem unter anderem Michael Rensing nahegelegt wurde, sich einen neuen Verein zu suchen. Im August wechselte er daher als Stellvertreter des Stammtorhüters Bernd Leno ablösefrei zu Bayer 04 Leverkusen. Er unterschrieb einen Vertrag bis zum 30. Juni 2013. Sein Debüt für die „Werkself“ gab er am 4. November 2012 (10. Spieltag) beim 3:2-Sieg im Heimspiel gegen Fortuna Düsseldorf.
Zur Saison 2013/14 wechselte Rensing zum Zweitligisten Fortuna Düsseldorf, bei dem er einen bis zum 30. Juni 2015 laufenden Vertrag unterzeichnete. Nachdem der Trainer der Fortuna, Mike Büskens, ihm kurz vor dem ersten Ligaspiel gegen Energie Cottbus mitgeteilt hatte, dass er in dieser Saison nur Torwart Nummer zwei hinter Fabian Giefer sein werde, soll er kurzerhand die Esprit-Arena verlassen haben und nach Hause gefahren sein, weshalb er von Büskens sofort aus dem Kader gestrichen und durch Robin Heller ersetzt wurde. Am nächsten Tag stellte der Sportvorstand Wolf Werner klar, dass Rensing nicht suspendiert sei, er allerdings die Fortuna verlassen dürfe. Am 24. Juli nahm Rensing nach einer Entschuldigung wieder am Training teil. Sein Debüt für Fortuna Düsseldorf gab er am 24. November 2013 im Auswärtsspiel gegen den FC Erzgebirge Aue. Bei der 0:3-Niederlage wurde er in der 37. Minute für Aristide Bancé eingewechselt, um den Torhüter Giefer zu ersetzen, der zuvor die Rote Karte gesehen hatte. Nachdem Giefers Wechsel zur kommenden Saison zu Schalke bekannt geworden war, stand Rensing ab dem 31. Spieltag für drei Spiele in der Startelf, Giefer erhielt nur am letzten Spieltag sein Abschiedsspiel. Zur Saison 2014/15 wurde Lars Unnerstall verpflichtet. Jedoch erhielt Rensing den Vorzug. Lars Unnerstall stand 10 Mal statt Rensing im Tor, in den kommenden Jahren kam er allerdings zu keinen weiteren Spielen, bis er im Sommer 2017 schließlich den Verein verließ. Als neuer Konkurrent von Rensing wurde in der Saison 2017/18 Raphael Wolf verpflichtet. Nachdem Rensing sich nach drei Saisonspielen eine Rippenverletzung zugezogen hatte, spielte Raphael Wolf in den übrigen Spielen, auch als Rensing wieder gesund war. Am Ende der Saison stieg Düsseldorf als Meister in die Bundesliga auf. Dort entschied Trainer Funkel kurz vor dem ersten Spieltag, nicht auf den Aufstiegstorwart Wolf zu setzen, sondern für Rensing im Tor. Dieser verpasste krankheitsbedingt lediglich vier Partien und stand sonst über die volle Spielzeit im Tor. Die Fortuna schloss die Spielzeit auf Rang 10 ab. Aufgrund einer Schulterverletzung wurde Rensing ab Sommer 2019 durch den Leihspieler Zack Steffen vertreten und schließlich auch nach seiner Gesundung von diesem verdrängt. Nach einer Verletzung Steffens erhielt hingegen der junge Florian Kastenmeier sowohl unter Funkel als auch unter dessen Nachfolger Uwe Rösler den Vorzug. Rensings Vertrag lief bis zum Ende der Saison 2019/20.

### Nach dem Karriereende
Am 8. August 2022 wurde er vom Sportausschuss von Fortuna Düsseldorf in den Aufsichtsrat bestellt und übernahm im Verein ebenfalls die Rolle des ehrenamtlichen Jugendleiters. 2025 schloss er den Lehrgang „Management im Profifußball“ von DFB und DFL ab.

## Nationalmannschaft
Rensing trug das Nationaltrikot zum ersten Mal am 15. August 2001 in Eisenhüttenstadt, als die U-18 gegen die Auswahl Polens mit 1:2 verlor. Es folgten sieben weitere Einsätze, bevor er am 3. Oktober 2002 in Bad Hersfeld mit der U19 gegen die Auswahl San Marinos mit 10:0 gewann. Am 18. Februar 2004 gab er in Düsseldorf seinen Einstand in der U20 beim 2:1-Sieg gegen Italien, er wurde zur zweiten Halbzeit eingewechselt. Als Ersatztorwart hinter Tim Wiese nahm er an der U-21-Fußball-Europameisterschaft 2004 teil, kam jedoch nicht zum Einsatz. Nach dem Turnier zur ersten Wahl befördert, gab er am 17. August 2004 in Celle beim 2:0-Sieg über die Auswahl Litauens sein Debüt in der U21. Sein letztes Spiel bestritt er am 10. Oktober 2006 in Leverkusen bei der 0:2-Niederlage gegen England.

## Erfolge
FC Bayern München
- Deutscher Meister 2005, 2006, 2008, 2010
- DFB-Pokal-Sieger 2003 (ohne Einsatz), 2005, 2006 (ohne Einsatz), 2008, 2010
- Champions-League-Finalist 2010 (ohne Einsatz)
- DFL-Ligapokal-Sieger 2004 (ohne Einsatz), 2007
- Meister der Regionalliga Süd 2004
- Deutscher A-Juniorenmeister 2002
- Deutscher B-Juniorenmeister 2001

Fortuna Düsseldorf
- Meister der 2. Fußball-Bundesliga 2017/18

## Statistik
| Saison  | Verein              | alle Spiele | Bundesliga | DFB-Pokal | Europapokal |
| ------- | ------------------- | ----------- | ---------- | --------- | ----------- |
| 2003/04 | FC Bayern           | 002         | 002        | 0         | 0           |
| 2004/05 | FC Bayern           | 006         | 004        | 02        | 0           |
| 2005/06 | FC Bayern           | 007         | 006        | 01        | 0           |
| 2006/07 | FC Bayern           | 004         | 001        | 02        | 01          |
| 2007/08 | FC Bayern           | 017         | 010        | 01        | 06          |
| 2008/09 | FC Bayern           | 037         | 026        | 04        | 07          |
| 2009/10 | FC Bayern           | 007         | 004        | 03        | 0           |
| 2010/11 | 1. FC Köln          | 017         | 017        | 0         | 0           |
| 2011/12 | 1. FC Köln          | 033         | 032        | 01        | 0           |
| 2012/13 | Bayer 04 Leverkusen | 004         | 002        | 01        | 01          |
| Gesamt  | FC Bayern           | 080         | 053        | 13        | 14          |
| Gesamt  | 1. FC Köln          | 050         | 049        | 01        | 0           |
| Gesamt  | Bayer 04 Leverkusen | 004         | 002        | 01        | 01          |
|         | alle                | 134         | 104        | 15        | 15          |